# タイラー・ブリーズ
タイラー・ブリーズ（Tyler Breeze、1988年1月19日 - ）はカナダのプロレスラー。ブリティッシュコロンビア州バンクーバー出身。本名はマティアス・クレメント（Mattias Clement）。

## 来歴

### インディー団体
2007年、PZW（Power Zone Wrestling）にてマティアス・ワイルド（Mattias Wild）のリングネームでプロレスラーデビューを果たす。PZWの他、ECCW（Elite Canadian Championship Wrestling）などカナダのインディー団体を中心に参戦。2010年1月、PWA（Prairie Wrestling Alliance）に参戦した際、ヘッドブッカーを担当していたランス・ストームに師事した。

### WWE

#### FCW / NXT
2010年、WWEとディベロップメント契約を交わし入団。傘下団体のFCWにマット・クレメント（Matt Clement）のリングネームでデビュー。その後、マイク・マクグラス（Mike McGrath）へと改名。2011年4月にマイク・ダルトン（Mike Dalton）へと改名。 12月15日にFCWフロリダヘビー級王座 への挑戦権を賭けたバトルロイヤルにて優勝。当日に行われた王座戦にてレオ・クルーガーに挑戦するが敗戦した。2月2日には再戦を行い勝利し、FCWフロリダヘビー級王座を奪取することに成功した。しかし、同月21日にクルーガーと三度戦うことになり、敗戦して王座を奪われた。5月、NXTシーズン5に参加し、エグザビアー・ウッズとのタッグで出場してジ・アセンションと抗争するが連敗が続きフェードアウト。またNXTがFCWと合併して新生NXTとなったために移行するが、テレビショーでの出場は激減し、ハウスショーでの出場が中心となっていた。
2013年6月、ナルシストのモデルギミックであるタイラー・ブリーズ（Tyler Breeze）へと変更。7月25日、NXTにてアンジェロ・ドーキンスと対戦して勝利した。8月6日にはダニー・バーチとスカッシュマッチを行い圧勝した。以降、試合に出場する度に自分をスマートフォンで連写するパフォーマンスが恒例となるが、悪戯で写真に写りこんだCJパーカーを見つけたことにより因縁が生まれ、抗争を開始。スマートフォンで殴打する卑怯な手段などで勝利し続けたが10月30日の決着戦にて敗れた。パーカーとの抗争後、11月20日より開始されたNXT王座挑戦権を懸けたビート・ザ・クロック・チャレンジマッチにてカシアス・オーノと対戦するも敗戦し、王座戦線から早々に離脱するも同月27日、オーノにリベンジマッチを申し込み、わずか9秒で勝利するという事態になった。12月18日、ボー・ダラス vs エイドリアン・ネヴィルによるランバージャックマッチ形式の王座戦にランバージャックの一人として登場した際、試合中にネヴィルと睨み合い、張り手を喰らった事からネヴィルに妨害し敗戦させたことで因縁が生まれた。
2014年1月15日、ネヴィルとの因縁の対戦を行うも敗戦。この一戦をきっかけにプッシュされるようになり、2月19日にはリベンジマッチを組まれるも返り討ちにされた。5月15日、NXT王座挑戦権を懸けたトリプルスレットマッチにタイソン・キッド、サミ・ゼインと対戦するが挑戦権を獲得するに至らなかった。5月29日、TakeoverではゼインとNXT王座挑戦権を懸けたシングルマッチを行い勝利。挑戦権を獲得した。6月より入場曲を一新し、プロモーションを流してアピールするが指を骨折し、短期欠場となった。復帰後、8月14日にネヴィルとNXT王座戦を行うが場外へと投げ出された際にタイソン・キッドの介入によりノーコンテストとなった。これに憤慨したブリーズはネヴィルだけでなく、タイソン・キッドにも襲撃するが最終的にサミ・ゼインがリング内へと駆け込み睨み合いの展開へとなり終結した。
2015年7月16日、NXTにてGMであるウィリアム・リーガルにトップとの選手と対戦する事を要望したところ、8月22日に行われるTakeover Brooklynにて獣神サンダー・ライガーと対戦する事を伝えられた。そして8月22日、Takeover Brooklynにてライガーと対戦。試合では終始ライガー優勢で進み最後にはライガーボムを決められて敗戦した。10月7日、Takeover Respectにてアポロ・クルーズと対戦。ブリーズの蹴り技を中心とした打撃で試合を組み立て、シャープシューターやウラカン・ラナなどで隙を突いて仕掛ける。しかし、クルーズのカウンター技で返され、終盤にスタンディング・ムーンサルトプレスを膝による剣山で返してランニングエルボーを決めるが2回目のランニングエルボーを仕掛けたところバイシクルキックで切り返され、スタンディング・ブルーサンダーを喰らい敗戦した。

#### WWE
2015年10月22日、WWE・SmackDownにて昇格。ザ・ミズが担当するトークコーナーであるMizTVでディーヴァのサマー・レイとドルフ・ジグラーの口論にてサマーの新たなパートナーとして紹介され登場。ジグラーに馬鹿にされると襲撃を始め、ビューティーショットを決めてリングから去った。11月9日、RAWにて空位となったWWE世界ヘビー級王座争奪トーナメントに出場。1回戦にてディーン・アンブローズを相手にWWEでのデビュー戦を行うが場外からリングに戻ってきたところへ丸め込まれ敗戦した。11月22日、Survivor Series 2015にてドルフ・ジグラーと対戦。終盤にジグラーのスーパーキックを避けて場外へ逃げようとするが捕まり、カウンターでジグラーの脛を蹴り怯んだところへアンプリティアーを決めて勝利した。
2017年4月18日のSmackDown Liveにて“ブリーザンゴ”として同じヒールの“ジ・アセンション”と対戦。その後はベビーフェイスの“アメリカン・アルファ”との対戦をＴＶ及びライブ（ハウスショー）で続けていたが、4月28日ペオリア大会で再び“ジ・アセンション”と対戦。それ以降は、“ジ・アセンション”やRAWから移ってきた“ザ・コロンズ”、エイデン・イングリッシュとヒールサイドのまま対戦を続け、徐々にベビーフェイス化していく。そして5月23日の“Smackdown Live”での“ウーソズ”とのタッグ王座戦を機に正式にフェイスターンを果たした。

## 得意技
アンプリティアー
タイガースープレックスの要領で相手の背後にまわり腕の外から脇に腕を入れたら回転し、自分の背中に相手が向いた状態で仰向けに倒れこみ、相手の顔面を叩きつける。
クリスチャンのキル・スイッチと同型技。
ビューティーショット
スピニング・ヒールキック
スーパーモデルキック
スーパーキック
ドロップキック
延髄斬り
インプラントDDT
フランケンシュタイナー
ミサイルキック
ウラカン・ラナ
セルフィー
スマートフォンで相手を殴打する反則技。

## 獲得タイトル
WWE
- NXTタッグチーム王座

w / ファンダンゴ
FCW
- FCWフロリダヘビー級王座 : 1回
- FCWフロリダタッグ王座 : 1回

w / リーキー
PWA
- PWAタッグチーム王座 : 1回

w / ダン・マイヤーズ

## 入場曲
- Are You In
- Good Dirty Fun
- #MMMGORGEOUS - 現在使用中
- Breezango - 現在使用中